# Balabani, Muntenegru
Balabani este un sat din municipiul Podgorica, Muntenegru. Conform datelor de la recensământul din 2003, localitatea are 938 de locuitori (la recensământul din 1991 erau 564 de locuitori).

## Demografie
În satul Balabani locuiesc 682 de persoane adulte, iar vârsta medie a populației este de 36,1 de ani (34,6 la bărbați și 37,7 la femei). În localitate sunt 228 de gospodării, iar numărul mediu de membri în gospodărie este de 4,11.
Populația localității este foarte eterogenă.
|  |

| Demografie | Demografie | Demografie |
| An         | Locuitori  | Locuitori  |
| ---------- | ---------- | ---------- |
|            |            |            |
|            |            |            |
|            |            |            |
|            |            |            |
| 1948       | 659        |            |
| 1953       | 743        |            |
| 1961       | 793        |            |
| 1971       | 932        |            |
| 1981       | 605        |            |
| 1991       | 564        | 556        |
| 2003       | 958        | 938        |

| \| Componența etnică conform recensământului din 2003[2] \| Componența etnică conform recensământului din 2003[2] \| Componența etnică conform recensământului din 2003[2] \| Componența etnică conform recensământului din 2003[2] \| Componența etnică conform recensământului din 2003[2] \| \| ----------------------------------------------------- \| ----------------------------------------------------- \| ----------------------------------------------------- \| ----------------------------------------------------- \| ----------------------------------------------------- \| \| \| \| \| \| \| \| Muntenegreni \| Muntenegreni \| \| 525 \| 55,97% \| \| Sârbi \| Sârbi \| \| 354 \| 37,73% \| \| Iugoslavi \| Iugoslavi \| \| 31 \| 3,3% \| \| Macedoneni \| Macedoneni \| \| 4 \| 0,42% \| \| Musulmani \| Musulmani \| \| 1 \| 0,1% \| \| necunoscută \| necunoscută \| \| 3 \| 0,31% \| |              |  |     |        |
| Componența etnică conform recensământului din 2003 |              |  |     |        |
| |              |  |     |        |
| Muntenegreni | Muntenegreni |  | 525 | 55,97% |
| Sârbi | Sârbi        |  | 354 | 37,73% |
| Iugoslavi | Iugoslavi    |  | 31  | 3,3%   |
| Macedoneni | Macedoneni   |  | 4   | 0,42%  |
| Musulmani | Musulmani    |  | 1   | 0,1%   |
| necunoscută | necunoscută  |  | 3   | 0,31%  |